# Heaven's in Here
"Heaven's in Here" é a faixa principal do álbum de estreia do grupo Tin Machine. Escrita por David Bowie, a canção foi lançada como single promocional do álbum em 1989. Esta foi a primeira canção que a banda compôs e gravou junta, o que durou aproximadamente um dia.

## Faixas
1. "Heaven's in Here" (edited version) – 4:17
2. "Heaven's in Here" (album version) – 6:05

## Créditos
Produção
- Tin Machine
- Tim Palmer

Músicos
- David Bowie – vocais principais, guitarra rítmica
- Reeves Gabrels – guitarra solo
- Hunt Sales – bateria, vocais de apoio
- Tony Sales – baixo, vocais de apoio